# Никола Јанковић (публициста)
Никола Јанковић (Рача, 1873 — 16. децембар 1908) био је писац, публициста и један од бораца за ослобођење Македоније и Старе Србије.

## Биографија
Рођен је у Крагујевачкој Рачи али је још као мало дете доведен у Београд, где је завршио основну школу и четири разреда гимназије. После завршене гимназије ступио је у подофицирску школу, а одатле на војну академију, након које је две године био потпоручник. Чин официра добио је у Црној Гори где ће провести шест година. Тамо ће се и оженити Видосавом, ћерком војводе Даковића.
Године 1901. враћа се у Београд и ту почиње да се бави књижевношћу и новинарством. Објављивао је своје текстове у Политици, у Босанској Вили и својим писањем издржавао себе и породицу. Написао је и збирку прича Живи мртваци.
У периоду када је радио у српском конзулату у Приштини, умире и његова жена, што га је јако потресло. Након тог догађаја он напушта службу и одлази у планину, како би се придружио осталим Србима у борбама за ослобођење Македоније и Старе Србије (Косова и Метохије). 
Четујући по планинама разболео се и болест га никако није остављала. Када се вратио из борбе поново је почео да пише, иако је болест узимала маха. Никола је имао жељу да устанички живот опише и у својим причама исприча какав је био живот бораца за слободу и како се она стицала. Међутим, Николу је савладала болест и он убрзо умире 1908. године.